# 淳子
淳子（1955年—），本名李淳，中国当代海派女作家，中国作家协会注册会员，国家一级文艺编辑，张爱玲文学研究者，复旦大学海派文化研究社副社长。上海东方广播电台主持人。著作及演讲遍布两岸三地及东南亚华文地区。在中央电视台、凤凰卫视、香港TVB、江苏教育电视台、安徽电视台、北京卫视主讲《百年上海》系列一百集。其著作和主讲电视篇多次获奖。

## 生平
- 1977年，考入华东师范大学中文系，成为恢复高考后第一批被录取的大学生。毕业后，进入中国唱片上海公司做编辑。先后制作了曹禺、刘海粟、贺绿汀的声音档案；编辑出版了《邱岳峰绝版》。
- 1992年上海东方广播电台筹建，淳子成为沪上著名午夜谈话节目《相伴到黎明》第一代主持人。
- 1995年，赴新加坡，担任老牌资深电台“丽的呼声”中文节目主持人。
- 1997年，归国后，重回东广主播台，并开始文学作品创作、张爱玲与海派文化研究。从早期作为“作家型主持人”的独特角色，书写了《与名人约会》、《白天睡觉的女人》、《上海闲女》[3]等作品。而后以鲜为人知的“读城”形式，历经十年，对张爱玲、对上海做探寻与挖掘，先后出版《点点胭脂红》、《上海才子》、《上海格调》、《民国琐事》、《她的城，张爱玲地图》系列等文化散文六百万字。

## 著作
- 《上海格调》
- 《旗袍》
- 《口红》
- 《上海老房子里，点点胭脂红》[4]
- 《她的城，张爱玲地图》系列[5]
- 《民国琐事》
- 《上海才子》（与宋路霞合著）
- 《上海留声》（与陈钢合著）
- 《前天》
- 《上海闲女》
- 《与名人约会》
- 《白天睡觉的女人》

## 获奖经历
在中央电视台《百家讲坛》栏目主讲的“花忆前身——张爱玲的恋父情结”、“阮玲玉悲剧考”、“脂粉蜕变艺术——潘玉良”等作品，均获得央视优秀节目奖。